# Austrominius placidus
Austrominius placidus is een zeepokkensoort uit de familie van de Austrobalanidae. De wetenschappelijke naam van de soort is voor het eerst geldig gepubliceerd in 1994 door Bayliss.